# Pan Hong
Pan Hong (潘虹S, Pān HóngP; Shanghai, 4 novembre 1954) è un'attrice cinese.
In occasione del centenario della nascita dell'industria cinematografica in Cina nel 2005, la China Film Performance Art Academy l'ha inserita nella lista dei "100 migliori attori in 100 anni di cinema cinese".